# Vivre vite (roman)
Pour les articles homonymes, voir Vivre vite.
Vivre vite est un roman biographique de Philippe Besson paru en 2015.

## Résumé
Il s'agit d'une biographie romancée de l'acteur James Dean.

## Sortie
Le roman sort à l'occasion des 60 ans de la mort de l'acteur.

## Accueil
Françoise Dargent pour Le Figaro dit à propos du roman que si « on en connaît la fin mais on suit le film, fasciné ».